# Matthew Cao Xiangde
Matthew Cao Xiangde (chiń. 曹湘德; ur. 16 września 1927, zm. 9 lipca 2021) – chiński duchowny rzymskokatolicki, w latach 2000-2021 biskup Hangzhou.

## Życiorys
Święcenia kapłańskie przyjął w 1985. Sakrę otrzymał 25 czerwca 2000.